# نسیم‌آباد (قوچان)
نسیم آباد، روستایی است از توابع بخش مرکزی شهرستان قوچان در استان خراسان رضوی ایران. 
اولین نفری که به این روستا رفت و نسیم اباد را تشکیل داد علی محمد حسامی بود که با زدن یه چاه اب با همکاری چند نفر دیگر انجا را اباد کرد.

## جمعیت
این روستا در دهستان قوچان عتیق قرار داشته و براساس سرشماری سال 1390جمعیت آن 1٬487 نفر (411 خانوار) بوده است.